# Georges Lanfry
Georges Lanfry (né Joseph Lanfry le 23 juillet 1884 à Mont-Saint-Aignan et mort le 20 janvier 1969 à Rouen) est un archéologue, collectionneur, philanthrope, mécène et entrepreneur normand.

## Biographie
Après une scolarité au Pensionnat Jean-Baptiste-de-La-Salle de Rouen et des études d'architecture à l'École des beaux-arts de Rouen, il effectue son service militaire de 1906 à 1908. Pendant la Première Guerre mondiale, il est mobilisé au 3e régiment du génie. Il rachète en 1921 la société Baron, située à Déville-lès-Rouen dans l'ancienne maison de campagne du père de Gustave Flaubert.
En 1926, la Société française d'archéologie lui décerne une médaille de bronze lors du Congrès archéologique de France.
En 1927, il découvre la présence d'un déambulatoire du XIe siècle à l'abbaye de Jumièges. Il est membre de la Société industrielle de Rouen en 1932 et président de la Société des amis des monuments rouennais de 1932 à 1947. Il participe à la restauration de nombreux édifices et monuments historiques dont l'église Saint-Maclou, la cathédrale Notre-Dame de Rouen dont il devient un spécialiste. Il participe à la découverte d'une crypte romane à l'intérieur de celle-ci en 1935. Il intervient également sur la restauration de la collégiale Notre-Dame d'Auffay de 1940 à 1967. Il fut durant sa vie un fervent opposant des inégalités sociales, lors de la fondation du Mouvement Emmaüs par l'abbé Pierre, il lui fit don d'un château (entre autres), reçu en héritage, qui devint la Halte d'Emmaüs à Esteville.
Il est président de la Fédération nationale du bâtiment de 1945 à 1950 et président de la Chambre de commerce et d'industrie de Rouen de 1958 à 1962.
Il a reçu la Croix de guerre et, en 1938, a été nommé chevalier de la Légion d'honneur .
Un Centre de formation d'apprentis du Bâtiment et travaux publics de Rouen porte son nom, ainsi qu'une rue jouxtant la cathédrale de Rouen et un square à Mont-Saint-Aignan.

## Distinctions
- Croix de guerre 1914–1918, étoile de bronze
- Chevalier de la Légion d'honneur (1938)[3]
- Chevalier de l'ordre de Saint-Grégoire-le-Grand

## Réalisations
- Église Saint-Jean-Eudes de Rouen [4]
- Église du Sacré-Cœur de Janval à Dieppe (Seine-Maritime) [5]

## Œuvres
- L'abbaye de Jumièges : plans et documents, Rouen, Lecerf, 1954
- La cathédrale dans la cité romaine et la Normandie ducale, Rouen, Lecerf, coll. « Les cahiers de Notre-Dame de Rouen », 1956, 93 p.
- La façade occidentale de la cathédrale, Rouen, Lecerf, coll. « Les cahiers de Notre-Dame de Rouen », 1956, 35 p.
- « La cathédrale sauvée et restaurée »  (photogr. Ellebé), La Revue de Rouen, Rouen, La Revue de Rouen, no 2,‎ 1956, p. 9-40
- « La cathédrale à la croisée des chemins »  (photogr. Ellebé), La Revue de Rouen, Rouen, La Revue de Rouen, no hors série,‎ 1956, p. 1-24
- La cathédrale après la conquête de la Normandie et jusqu'à l'occupation anglaise, Rouen, Lecerf, coll. « Les cahiers de Notre-Dame de Rouen », 1960, 87 p.
- La cathédrale depuis quinze siècles au cœur de la cité, Rouen, Lecerf, coll. « Les cahiers de Notre-Dame de Rouen », 1963, 142 p.
- Les vestiges de la cathédrale de Rouen du XIe siècle : Bulletin des Amis des monuments rouennais, Rouen, Imprimerie Lecerf, 7 p.